# ビクター・アルカンタラ
ビクター・アルフォンソ・アルカンタラ（Victor Alfonso Alcántara, 1993年4月3日 - ）は、ドミニカ共和国サントドミンゴ出身のプロ野球選手（投手）。右投右打。現在は、フリーエージェント（FA）。

## 経歴

### プロ入りとエンゼルス傘下時代
2012年にロサンゼルス・エンゼルス・オブ・アナハイムと契約してプロ入り。契約後、傘下のルーキー級ドミニカン・サマーリーグ・エンゼルスでプロデビュー。14試合に先発登板して5勝4敗、防御率2.13、77奪三振を記録した。
2013年はパイオニアリーグのルーキー級オレム・オウルズでプレーし、17試合（先発12試合）に登板して2勝5敗、防御率7.47、48奪三振を記録した。
2014年はA級バーリントン・ビーズでプレーし、27試合（先発20試合）に登板して7勝6敗1セーブ、防御率3.81、117奪三振を記録した。7月にはオールスター・フューチャーズゲームの世界選抜に選出された。
2015年はA+級インランド・エンパイア・シックスティシクサーズでプレーし、27試合に先発登板して7勝12敗、防御率5.63、125奪三振を記録した。オフの11月20日にルール・ファイブ・ドラフトでの流出を防ぐために40人枠入りした。
2016年はAA級アーカンソー・トラベラーズでプレーし、29試合（先発20試合）に登板して3勝7敗、防御率4.30、79奪三振を記録した。オフにはアリゾナ・フォールリーグに参加し、スコッツデール・スコーピオンズに所属した。

### タイガース時代
2016年11月3日にキャメロン・メイビンとのトレードで、デトロイト・タイガースへ移籍した。
2017年、マイナーでは傘下のAA級エリー・シーウルブズとAAA級トレド・マッドヘンズでプレーし、39試合（先発3試合）に登板して1勝3敗1セーブ、防御率3.62、73奪三振を記録した。9月1日にメジャー昇格し、5日のカンザスシティ・ロイヤルズ戦でメジャーデビュー。この年メジャーでは6試合に登板して防御率8.57、4奪三振を記録した。
2018年は27試合に登板して1勝1敗、防御率2.40、21奪三振を記録した。
2019年は46試合に登板して3勝2敗、防御率4.85、24奪三振を記録した。レギュラーシーズン終了後の10月24日にマイナー契約でAAA級トレドへ配属され、同日中にFAとなった。
2020年2月21日に、パフォーマンス向上薬のスタノゾロールの陽性反応が出たことによって、メジャーリーグの薬物規約に違反したとして80試合の出場停止処分を受けた。

## 投球スタイル
シンカーを軸とし、スライダーまたはチェンジアップで三振を奪う。

## 詳細情報

### 年度別投手成績
| 年 度    | 球 団    | 登 板 | 先 発 | 完 投 | 完 封 | 無 四 球 | 勝 利 | 敗 戦 | セ 丨 ブ | ホ 丨 ル ド | 勝 率 | 打 者 | 投 球 回 | 被 安 打 | 被 本 塁 打 | 与 四 球 | 敬 遠 | 与 死 球 | 奪 三 振 | 暴 投 | ボ 丨 ク | 失 点 | 自 責 点 | 防 御 率 | W H I P |
| -------- | -------- | ----- | ----- | ----- | ----- | -------- | ----- | ----- | -------- | ----------- | ----- | ----- | -------- | -------- | ----------- | -------- | ----- | -------- | -------- | ----- | -------- | ----- | -------- | -------- | ------- |
| 2017     | DET      | 6     | 0     | 0     | 0     | 0        | 0     | 0     | 0        | 0           | ----  | 39    | 7.1      | 12       | 1           | 4        | 0     | 2        | 5        | 1     | 0        | 7     | 7        | 8.59     | 2.18    |
| 2018     | DET      | 27    | 0     | 0     | 0     | 0        | 1     | 1     | 0        | 3           | .500  | 119   | 30.0     | 25       | 5           | 6        | 0     | 0        | 21       | 2     | 0        | 8     | 8        | 2.40     | 1.03    |
| 2019     | DET      | 46    | 0     | 0     | 0     | 0        | 3     | 2     | 0        | 10          | .600  | 182   | 42.2     | 45       | 8           | 15       | 0     | 2        | 24       | 3     | 0        | 25    | 23       | 4.85     | 1.41    |
| MLB：3年 | MLB：3年 | 79    | 0     | 0     | 0     | 0        | 4     | 3     | 0        | 13          | .571  | 340   | 80.0     | 82       | 14          | 25       | 0     | 4        | 50       | 6     | 0        | 40    | 38       | 4.28     | 1.34    |

- 2019年度シーズン終了時

### 年度別守備成績
| 年 度 | 球 団 | 投手（P） | 投手（P） | 投手（P） | 投手（P） | 投手（P） | 投手（P） |
| 年 度 | 球 団 | 試 合     | 刺 殺     | 補 殺     | 失 策     | 併 殺     | 守 備 率  |
| ----- | ----- | --------- | --------- | --------- | --------- | --------- | --------- |
| 2017  | DET   | 6         | 0         | 1         | 0         | 0         | 1.000     |
| 2018  | DET   | 27        | 1         | 1         | 0         | 0         | 1.000     |
| 2019  | DET   | 46        | 2         | 6         | 1         | 0         | .889      |
| MLB   | MLB   | 79        | 3         | 8         | 1         | 0         | .917      |

- 2019年度シーズン終了時

### 記録
MiLB
- オールスター・フューチャーズゲーム選出：1回（2014年）

### 背番号
- 58（2017年 - 2019年）